# Wérinkéra
Wérinkéra, également orthographié Ouérinkéra, est un village du département et la commune rurale de Iolonioro (ou Nioronioro), situé dans la province de la Bougouriba et la région du Sud-Ouest au Burkina Faso.

## Géographie

### Démographie
- En 2006, le village comptait 1 271 habitants dont 50,1 % de femmes[1].